# Acanthochondria hippoglossi
Acanthochondria hippoglossi is een eenoogkreeftjessoort uit de familie van de Chondracanthidae. De wetenschappelijke naam van de soort is voor het eerst geldig gepubliceerd in 1987 door Kabata.